# Neosilba bifida
Neosilba bifida är en tvåvingeart som beskrevs av Strikis och Prado 2005. Neosilba bifida ingår i släktet Neosilba och familjen stjärtflugor. Inga underarter finns listade i Catalogue of Life.